# Liu Yang (gymnastique)
Pour les articles homonymes, voir Liu Yang.
 Liu Yang (en chinois simplifié : 刘洋; en chinois traditionnel : 劉洋; pinyin: Liú Yáng; né le 10 septembre 1994) est un gymnaste artistique chinois spécialiste des anneaux.

## Carrière
Lors des championnats du monde de 2014, il remporte le titre aux anneaux ainsi que lors du concours général par équipes. Aux championnats du monde de 2015, il est médaillé de bronze par équipes et aux anneaux.
Aux Jeux olympiques de 2016 à Rio, il remporte le bronze par équipes. Aux mondiaux de Montréal en 2017, il décroche à nouveau le bronze aux anneaux.